# Ska Groove in Japan
Ska Groove in Japan – czwarty album koncertowy The Skatalites, jamajskiej grupy muzycznej wykonującej ska.
Płyta została wydana w roku 1989 przez japońską wytwórnię Alpha Enterprise. Znalazło się na niej nagranie z koncertu zespołu w Tokio w maju 1989 roku.

## Lista utworów

### Strona A
1. "Freedom Sounds"
2. "Bridge View"
3. "Tear Up"
4. "Occupation"

### Strona B
1. "Ringo"
2. "Guns Of Navarone"
3. "Trotting In"
4. "Man In The Street"

## Muzycy
- Roland Alphonso - saksofon tenorowy
- Tommy McCook - saksofon tenorowy
- Lester "Ska" Sterling - saksofon altowy
- Jerome "Jah Jerry" Haynes - gitara
- Lloyd Brevett - kontrabas
- Lloyd Knibb - perkusja
- Jackie Mittoo - fortepian
- Calvin "Bubbles" Cameron - puzon
- Mark Berney - trąbka